# Vladimir Simaguine
Cet article utilise la notation algébrique pour décrire des coups du jeu d'échecs.
Vladimir Pavlovitch Simaguine (en russe : Владимир Павлович Симагин) est un joueur d'échecs soviétique né le 21 juin 1919 à Moscou et mort le 25 septembre 1968 à Kislovodsk. Grand maître international en 1962, il a remporté le championnat de Moscou en 1947, le mémorial Tchigorine en 1967 à Sotchi, ex æquo avec Spassky, Chamkovitch, Kroguious et A. Zaïtsev. Il a été emporté par une crise cardiaque à l'issue d'une partie qu'il venait de gagner au tournoi de Kislovodsk.

## Championnats de Moscou
Simaguine remporta le championnat de Moscou en 1947 devant David Bronstein. Il finit deuxième en 1946 (victoire de Bronstein), 1952 (victoire de Zagorovski). 1953, 1956 et 1958.
En 1956, il finit premier ex æquo avec Tigran Petrossian mais perdit le match de départage pour la première place.

## Champion d'URSS par correspondance
Simaguine obtint le titre de champion d'URSS par correspondance en 1964-1965.

## Héritage
Simaguine a apporté une riche contribution à la théorie des ouvertures. Son nom a été donné à une variante de la défense est-indienne.

## Une partie
Viktor Kortchnoï-Vladimir Simaguine, Leningrad, 1960
Ouverture : défense nimzo-indienne
1. c4 e6 2. Cc3 Cf6 3. d4 Fb4 4. Cf3 b6 5. Dc2 Fb7 6. a3 Fxc3+ 7. Dxc3 0-0 8. e3 d6 9. b4 Cbd7 10. Fb2 Ce4 11. Dc2 f5 12. Fe2?! (12. Fd3) 12...Cg5! 13. c5 Fe4 14. Dc3? (14. Dd1) Fd5! 15. c6 Ce4 16. Dc1 Cdf6 17. 0-0 De8 18. b5 Dh5 19. Dd1 Dh6 20. a4 Cg4! 21. h3 Tf6 22. hxg4 fxg4 23. Ch2 Cxf2! 24. Txf2 g3 25. Cg4 gxf2+ 26. Cxf2 Dxe3 27. De1 Taf8 28. Ff3 Txf3! 29. gxf3 Dxf3 30. Rf1 Fc4+ 31. Rg1 Dg3+ 32. Rh1 Fd5+ 33. Ce4 Tf1+! 0-1.